# 삼일문화재단
삼일문화재단(三一文化財團)은 서울 종로구 옥인동에 있는 대한민국의 재단법인이다.
1959년에 대한양회공업주식회사가 3·1문화상을 창설한 것이 단체의 연원이다. 1960년부터 3·1절마다 문화 각 분야에 공헌한 사람에게 삼일문화상을 수여하였다. 1966년부터는 재단법인 삼일문화재단이 삼일문화상을 이관 받아 관장하였다.

## 3·1문화상
- 초기의 본상
  - 학술상: 인문과학, 자연과학에서 업적을 기리는 부문
  - 기술상: 산업 전 부분 건설 도상에서 획기적인 발명신안 등 창의성 발휘한 자
  - 문화예술상: 문화, 예술에서 업적을 남긴 자
  - 근로 건설상: 육체 노동자·직접 근로로서 농경에 종사하는 농민·국민학교 이하의 교직에 종사하는 교원 중에서 직책에 충실하고 뛰어난 창의적 발휘해 타의 모범을 보임으로써 인리향당에 봉사한 자[1]
- 학술상은 제7회 시상까지 인문과학상과 자연과학상으로 나누어 수여하다가, 이후 학술상으로 통합되었다. 1995년부터 다시 인문사회과학과 자연과학 분야로 분리되었다. 학술상과 예술상 외에 기술상과 근로상도 시상한다.

## 심사위원
- 창립 심사위원: 김병로, 김법린, 김윤경, 김동일, 김동성, 김팔봉. 백낙진, 박동길, 박종화, 안동혁, 이원혁, 이원처, 이인기, 이상은, 이병도, 이희승, 이종우, 정구충, 조백현, 최규남[2]
- 1기 심사위원장 이병도, 부위원장 안동혁. 인문과학부장 이희승, 자연과학부장 윤일선, 기술부장 윤일중, 예술부장 김팔봉, 근로건설부장 이관구[3]
- 2기 심사위원장 이희승, 부위원장 김두헌[4]

## 같이 보기
- 3·1절
- 3·1 운동

## 유사 시상식
- 삼일가족(회장 홍상복)과 포항MBC가 공동 주최하는 삼일문화대상이 있다.[5]`